# Candezea franzkrappi
Candezea franzkrappi es un coleóptero de la familia Chrysomelidae.
Fue descrita científicamente por primera vez en 2005 por Wagner & Kurtscheid.